# Alberteiche Strehlen

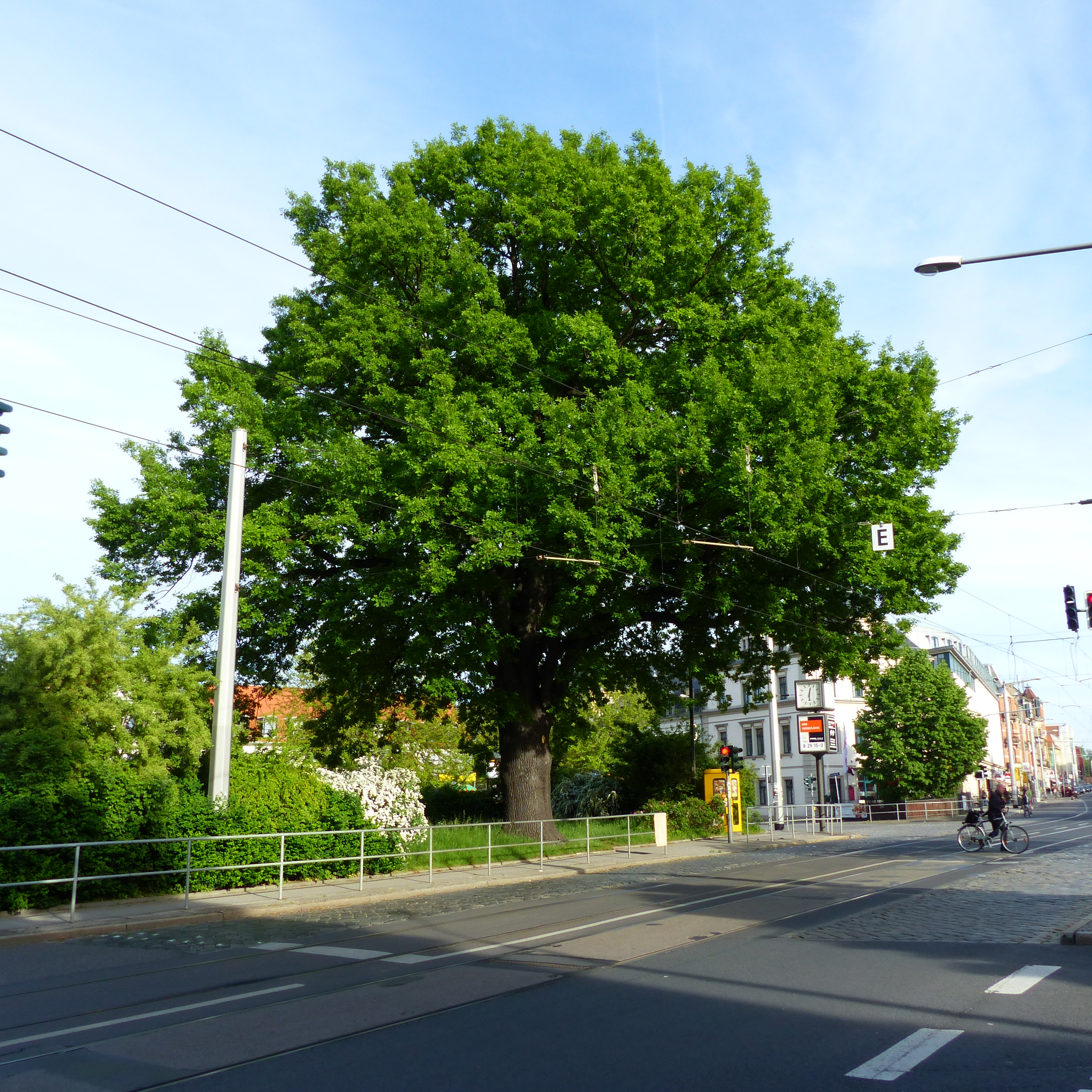
Strehlener Alberteiche auf dem Wasaplatz

Die Alberteiche Strehlen, auch Stiel-Eiche Wasaplatz, ist ein Gedenkbaum und ein als Einzelbaum ausgewiesenes Naturdenkmal (ND 86) auf dem Wasaplatz im Dresdner Stadtteil Strehlen. Der Name der Stiel-Eiche (Quercus robur L.) bezieht sich auf den sächsischen König Albert, anlässlich dessen 70. Geburtstags und 25. Regierungsjubiläums sie am 23. oder 24. April 1898 gepflanzt wurde. Mit einer Höhe von etwa 21 Metern, einem Kronendurchmesser von etwa 24 Metern sowie einem Stammumfang von 3,85 Metern (Stand: 2008) ist sie zwar nicht so groß wie die Kauschaer Alberteiche, beherrscht dennoch markant den Wasaplatz und weist eine besondere stadtbildprägende Wirkung auf.

## Geschichte
Zum Ende des 18. Jahrhunderts war der Wasaplatz eine Weggabelung am nordwestlichen Rand des Strehlener Ortskerns. Durch das Wachstum des Dorfes Strehlen, vor allem in der zweiten Hälfte des 19. Jahrhunderts, waren neue Verkehrswege notwendig. Nachdem zum Teil zwischenzeitlich erbaute Häuser abgerissen waren, ergab sich um 1880 eine Platzgestaltung eines unregelmäßigen, siebenstrahligen Sterns, von denen zwei Strahlen die durchgehende Nord-Süd-Achse bildeten.
Für die damals noch selbständige Gemeinde Strehlen war dieser Platz nicht nur zentraler Verkehrsknoten, er wurde durch die Bebauung das neue Ortszentrum. Sie benannte ihn wie auch die in nördliche Richtung abgehende Straße im Jahr 1888 nach dem schwedischen Prinzen Gustav von Wasa, Vater der sächsischen Königin Carola. Zehn Jahre später, Strehlen war inzwischen ein Dresdner Stadtteil, wurde zu Ehren von Carolas Gatten, dem sächsischen König Albert, anlässlich seiner beiden Jubiläen am 23. oder 24. April 1898 eine Eiche im Zentrum des Platzes auf einem umzäunten Schmuckplatz gepflanzt, von einem Birkenring umsäumt.
In der ersten Hälfte des 20. Jahrhunderts gewann das Auto rasch an Bedeutung, sodass Verkehrswege erneut geändert wurden. Auch die Straßenbahnlinie durch Strehlen, deren Gleise bis dahin von der Wasastraße kommend in einem Bogen südwestlich um den Baum und weiter südöstlich nach Altstrehlen verliefen, wurde neu trassiert. Seit November 1928 geht es vom Wasaplatz weiter auf der Lockwitzer Straße in südliche Richtung. Mit der Ausbreitung des Verkehrs hat der Schmuckplatz in der Mitte seine einstige Form verloren, als die Straßenführung dichter an die Eiche gelegt wurde.
Mit einer Hauptverkehrsstraße neben ihr und einem bis dicht an den Stamm grenzenden Fußweg ist die Eiche auf einer Seite eingeschränkt. Zudem muss regelmäßig die Krone beschnitten werden, damit das Lichtraumprofil des Straßenverkehrs eingehalten wird. Durch die Verlegung eines Kabels im Jahr 1991 wurden außerdem zahlreiche Wurzeln durchtrennt.

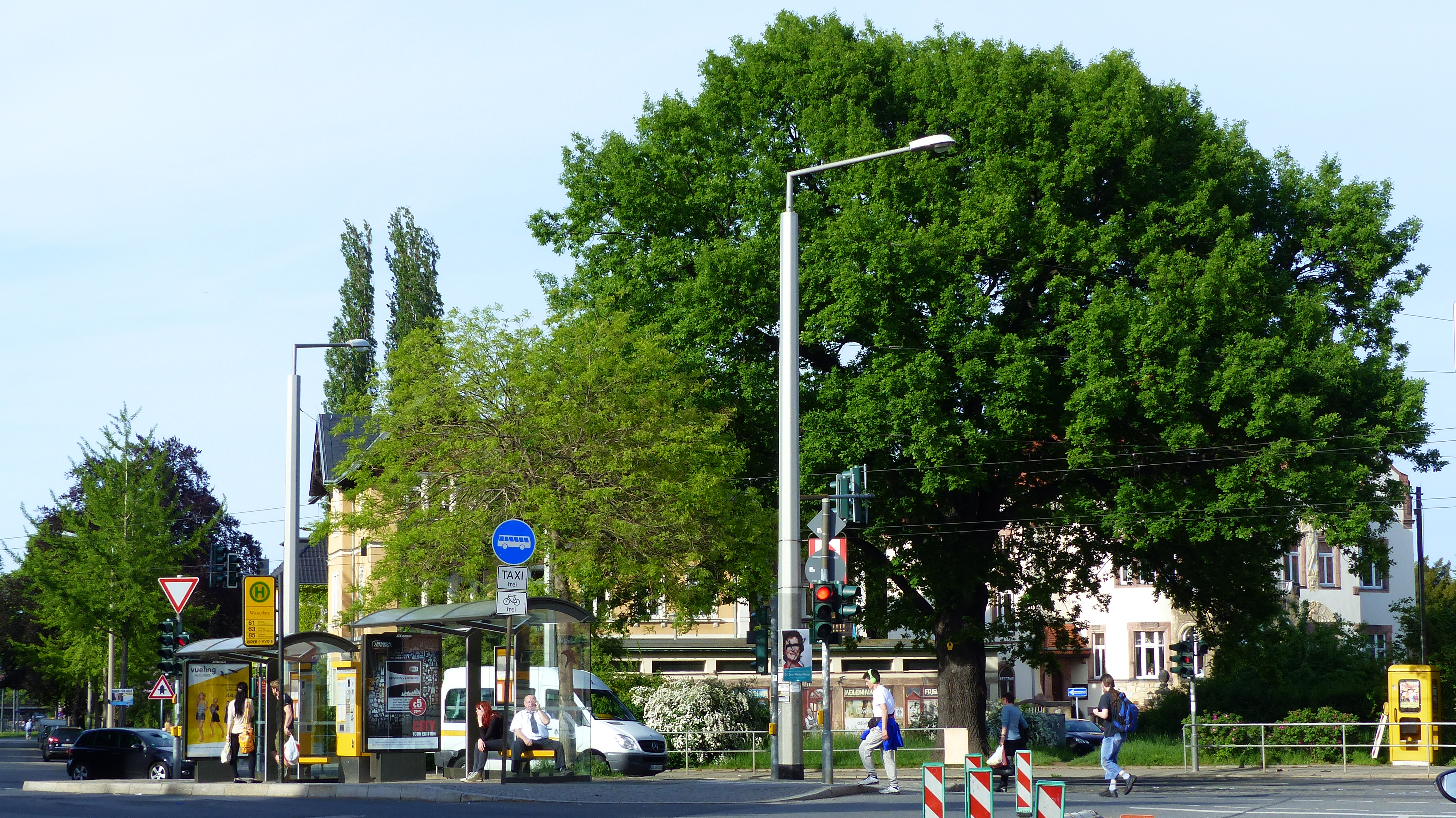
Die Alberteiche prägt den Wasaplatz, wird durch den Verkehr jedoch eingeengt.

Zur Sicherung und Erhaltung des Baumes hat der Dresdner Stadtrat ihn am 10. Juni 1999 als Naturdenkmal festgesetzt. Maßnahmen zur Sicherung waren die Verkleinerung des Fußwegs sowie die Verwendung von Lochkammerplatten, die die Durchlüftung des Bodens verbessern. Zudem hat das Grünflächenamt die Zahl der jährlichen Mäharbeiten von bis zu zehn auf drei Schnitte reduziert. Dadurch wandelte sich der Rasen zur Wiese, deren Pflanzendecke reicher strukturiert ist und ein weniger dichtes Wurzelwerk ausbildet.